# Martin Bodmer
Martin Bodmer (Zúrich, Suiza, 13 de noviembre de 1899 - Ginebra, Suiza, 22 de marzo de 1971) fue un bibliófilo, erudito y coleccionista suizo.

## Biografía
Martin Bodmer era hijo de padres ricos y nació en Zúrich (Suiza), donde vivió hasta 1948. Su padre había muerto en 1916 dejando una elevada fortuna. En 1918, Bodmer comenzó a estudiar Germanística, desistiendo después y viajando a Estados Unidos y París. Estudió unos pocos semestres de Filosofía y en 1921 fundó el Premio Gottfried Keller, un reconocido premio literario suizo. En 1930 fundó la publicación bimensual "Corona", que se publicó hasta 1943 en Múnich. Con el inicio de la Segunda Guerra Mundial se dedicó al Comité Internacional de la Cruz Roja y se convirtió en su vicepresidente. Durante la Segunda Guerra Mundial, muchos famosos escritores y periodistas se quedaron en casa de Bodmer en Zúrich, incluyendo Rudolf Borchardt, Selma Lagerlöf, Rudolf Alexander Schröder y Paul Valéry.
Comenzó a coleccionar libros raros a la edad de 16 años y dedicó toda su vida a crear una extraordinaria biblioteca de literatura universal. Bodmer seleccionó las obras centrándose en torno a lo que él consideraba los cinco pilares de la literatura universal: la Biblia, Homero, Dante Alighieri, William Shakespeare y Johann Wolfgang von Goethe. Priorizó autógrafos y primeras ediciones. En 1928, la villa era demasiado pequeña para su colección y se compró una antigua escuela adyacente para dar cabida a sus libros. Después de la guerra volvió a su antiguo proyecto de construir una "Biblioteca de literatura universal", o "Biblioteca Bodmeriana" en edificios especialmente diseñados, recogiendo los mensajes más importantes de la humanidad, incluyendo no sólo literatura y arte, sino también religión, historia y política. Salió de Zúrich y trasladó su colección a Cologny, en las afueras de Ginebra, a orillas del lago de Ginebra.

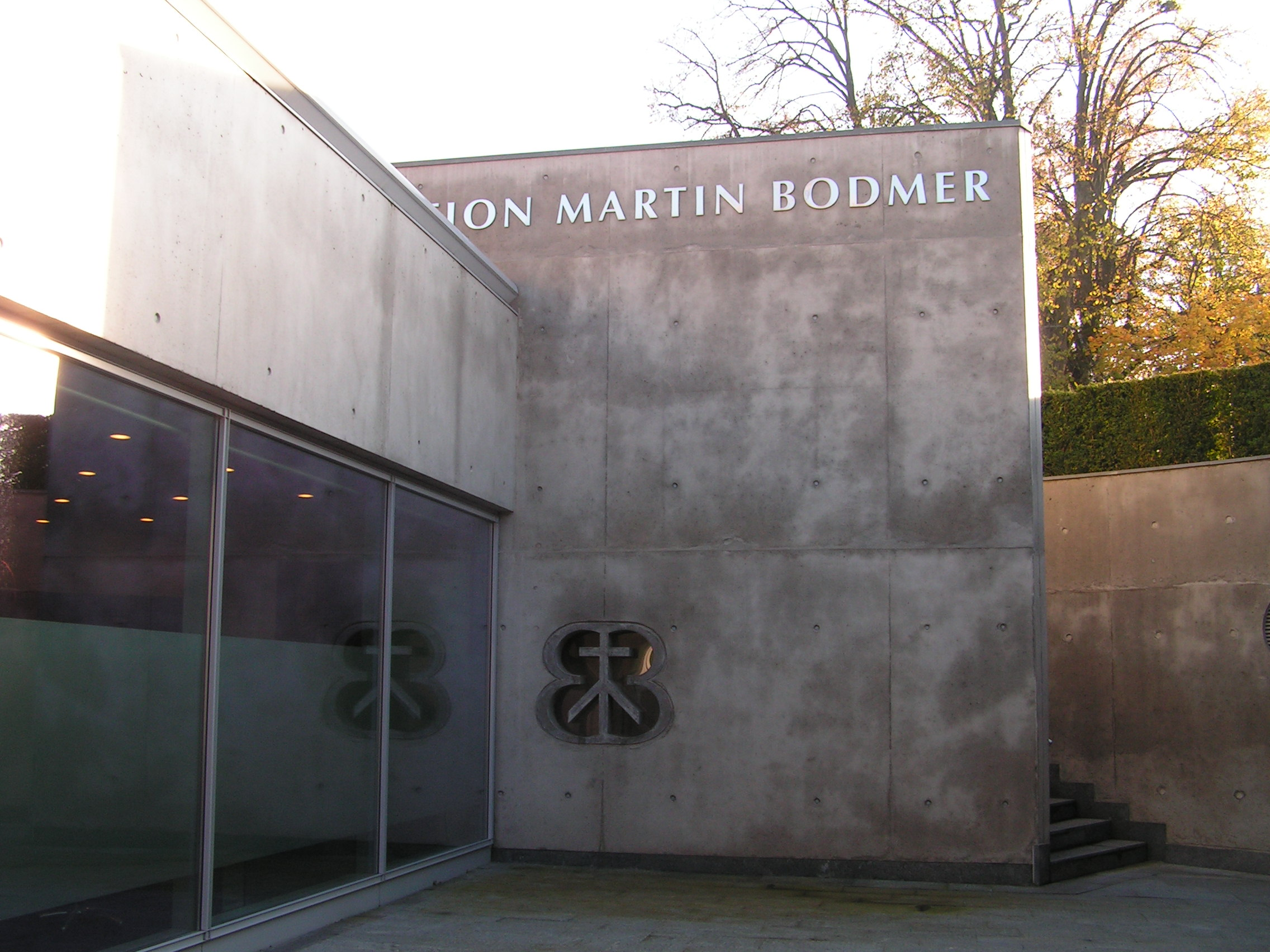
Fundación Martin Bodmer en Cologny, Suiza.

Bodmer acumuló 150 000 obras en ochenta idiomas, incluyendo primeras ediciones de las obras más importantes, el Papiro 66, que es uno de los más antiguos manuscritos casi completamente conservado del Evangelio de Juan (siglo II), el original de los cuentos de hadas de los hermanos Grimm, la única copia de la Biblia de Gutenberg en Suiza, un quinteto de cuerda de Mozart, la versión en prosa de Nathan el Sabio de Lessing, Madame Bovary de Gustave Flaubert, Lotte in Weimar de Thomas Mann, ediciones originales de Don Quijote, Fausto, y valiosos papiros, conocidos como Papiros Bodmer, de tiempos antiguos, entre ellos un manuscrito completo en papiro que data del siglo III de Dyskolos, una comedia en griego antiguo de Menandro, que fue recuperado y publicado en 1957. Bodmer amplió su proyecto a tabletas cuneiformes y monedas antiguas.
Antes de su muerte, Bodmer rechazó la propuesta de un millonario estadounidense que le ofreció 60 millones de dólares (1971), y con el consentimiento de sus hijos, colocó su colección en la Fundación Martin Bodmer, una institución cultural privada con sede en Cologny, que mantiene la gestión y la ampliación de la colección hasta hoy.